# Gaylord Nelson
Gaylord Anton Nelson (ur. 4 czerwca 1916 w Clear Lake, Wisconsin; zm. 3 lipca 2005 w Kensington) – amerykański polityk, członek Partii Demokratycznej, gubernator stanu Wisconsin i senator USA, działacz na rzecz ochrony środowiska.
Kształcił się w San Jose State College (ukończył w 1939) i University of Wisconsin Law School (ukończył w 1942). Służył wojskowo w czasie II wojny światowej, m.in. brał udział w bitwie o Okinawę. Po wojnie przez kilkanaście lat prowadził praktykę prawniczą w Madison (Wisconsin) i aktywnie uczestniczył w życiu publicznym. W 1948 został wybrany do Senatu stanowego Wisconsin, gdzie zasiadał przez dziesięć lat. W 1958 objął stanowisko gubernatora Wisconsin. W 1962 uzyskał mandat w Senacie USA, który pełnił nieprzerwanie do stycznia 1981.
Wiele uwagi w działalności społecznej poświęcił problematyce ochrony środowiska. Przyczynił się do ustanowienia w 1970 Międzynarodowego Dnia Ziemi, obchodzonego pod auspicjami ONZ. Za zasługi na tym polu został we wrześniu 1995 uhonorowany Prezydenckim Medalem Wolności.
W 1947 zawarł związek małżeński z Carrie Lee Dotson.